# Suéltame
 (novembre 2022).
Si vous disposez d'ouvrages ou d'articles de référence ou si vous connaissez des sites web de qualité traitant du thème abordé ici, merci de compléter l'article en donnant les références utiles à sa vérifiabilité et en les liant à la section « Notes et références ».
Suéltame est une chanson de la chanteuse américaine Christina Aguilera et de la chanteuse argentine  Tini pour le neuvième album studio et deuxième album en espagnol de la première, Aguilera (2022). Elle a été écrite par les interprètes avec les producteurs Andrés Torres, Federico Vindver (en), Mauricio Rengifo, Rafa Arcaute (en) et Kat Dahlia (en). Elle a été produite par Torres, Rengifo, Vindver et Arcaute et coproduite par Afo Verde. La sortie de la chanson a été reportée en raison de la fusillade d'Uvalde, au Texas ; elle a eu lieu via Sony Music Latin en tant que quatrième single de l'album le 30 mai 2022, le seul figurant sur la deuxième partie de l'album, La Tormenta.
Suéltame est une chanson d' urban tango, dans le thème musical de l'album, qui honore différents genres de musique latine. Ses paroles décrivent un rendez-vous dans une boîte de nuit où les chanteurs flirtent avec un amant, tout en respectant les barrières sexuelles de l'autre. La chanson a reçu des critiques positives, les critiques complimentant la mélodie « froide » et  « accrocheuse » de la chanson et ses paroles sensuelles.
Le clip de la chanson réalisé par Ana Lily Amirpour est sorti le 22 juillet 2022. Il a un thème policier, le personnage d'Aguilera assis à une table d'anniversaire faisant la fête avec des invités qui pourraient vouloir la tuer. Il se termine par son empoisonnement par le gâteau d'anniversaire.